# Laghet
Laghet (wł. Laghetto) – wieś we francuskiej gminie La Trinité (nazywanej również La Trinité-Victor na cześć Wiktora Emanuela I) w regionie administracyjnym Prowansja-Alpy-Lazurowe Wybrzeże.
W wiosce znajduje się położone w dolinie sanktuarium maryjne.